# Grote Prijs Arjaan de Schipper
De Grote Prijs Arjaan de Schipper of Arjaan de Schipper trofee - ZLM Tour was een Nederlandse eendagswielerwedstrijd die van 1996 tot en met 2019 elk jaar in de omgeving van Goes in Zeeland werd gehouden onder verschillende namen zoals ZLM Roompot Tour. De edities van 2015 en 2016 hadden twee etappes plus een ploegentijdrit. Naamgever Arjaan de Schipper was een wielerliefhebber, organisator en sportbestuurder uit Zeeland.
Hoofdsponsor was tot en met 2018 ZLM verzekeringen. ZLM is een afkorting van de Zeeuwse of Zuidelijke Landbouw Maatschappij. Deze organisatie is inmiddels gefuseerd tot de Zuidelijke Land- en Tuinbouworganisatie. De oude afkorting wordt nu alleen nog gebruikt door de in 1994 zelfstandig gemaakte verzekeringstak, die werkzaam is in Zeeland en Noord-Brabant.
In 2019 moest de organisatie verder zonder hoofdsponsor. De koers deed daarom een stapje terug. De wedstrijd was van 2008 tot en met 2018 opgenomen in de UCI Nations Cup U23. In 2019 werd het een koers in de UCI Road Series U23, een nieuwe competitie met wedstrijden in Nederland, België en Luxemburg. Ook het parcours was anders. Het werd beperkt tot een ronde van 16,8 kilometer. Organisatorische problemen dankzij minder sponsoren, vrijwilligers en politiebegeleiding, leidden tot het einde van de koers. De vrijgekomen plek in de UCI Road Series U23 werd opgevuld door de Wim Hendriks Trofee.

## Lijst van winnaars

### Overwinningen per land
| Overwinningen | Land                                                    |
| ------------- | ------------------------------------------------------- |
| 10            | Nederland                                               |
| 3             | Verenigd Koninkrijk                                     |
| 2             | België, Frankrijk, Italië                               |
| 1             | Estland, Kazachstan, Zwitserland, Denemarken, Noorwegen |